# 傑奇·卡尤
傑奇·卡尤（法語：Tchéky Karyo，法語：[tʃeki kɑʁjo]，1953年10月4日—），土耳其裔法國男演員和音樂家。演藝事業始於古典和當代作品的舞台演員，1980年代開始出演電影，知名作品如《末代啟示錄》（1994年）、《絕地戰警》（1995年）和《龙之吻》（2001年）。他以在英國電視劇《疑蹤》（2014年至2016年）及其衍生劇《巴普蒂斯特》中飾演法籍警探朱利安·巴普蒂斯特（Julien Baptiste）而聞名。

## 早期生活
傑奇·卡尤出生於土耳其伊斯坦堡。他的母親是希臘猶太人，父親則是來自土耳其猶太家庭，祖傳血統是西班牙（塞法迪犹太人）。年幼時隨全家搬到了法國巴黎，主要在那長大。卡尤從小在西拉諾劇院（Cyrano Theatre）學習戲劇，後來加入丹尼爾·索拉諾公司（Daniel Sorano Company），扮演許多古典角色。
藝名取自本名的法語音譯拼寫。

## 外部連結
- 傑奇·卡尤在互联网电影资料库（IMDb）上的資料（英文）
- Tchéky Karyo （页面存档备份，存于） at ECI Global Talent Management